# Сінан Бютючі
Сінан Бютючі (нім. Sinan Bytyqi, нар. 15 січня 1995, Прізрен) — косовський та австрійський футболіст, півзахисник клубу «Гоу Ехед Іглз».

## Клубна кар'єра
Народився 15 січня 1995 року в місті Прізрен, Косово. Займався футболом в академіях австрійських футбольних клубів «Каринтія», «Аустрія Кернтен» та «Адміра-Ваккер», виступаючі в останній з них за аматорську команду в австрійській регіональній лізі «Схід», зігравши у двох матчах.
У квітні 2012 року Бютюкі перебрався до академії англійського «Манчестер Сіті», а 9 січня 2015 року разом зі своїм співвітчизником Берсантом Целіною Бютюкі підписав свій перший контракт, після чого був відданий в оренду в нідерландський клуб «Камбюр». Сінан відразу став основним гравцем клубу з Льовета, проте 28 лютого у матчі чемпіонату проти «Ераклеса» на 23 хвилині отримав розрив хрестоподібної зв'язки і залишався поза грою протягом дев'яти місяців, через що за клуб більше не грав.
В серпні 2016 року Бютюкі знову був відданий в оренду в нідерландський «Гоу Ехед Іглз». Відтоді встиг відіграти за команду з Девентера 3 матчі в національному чемпіонаті.

## Виступи за збірні
2011 року дебютував у складі юнацької збірної Австрії, взяв участь у 18 іграх на юнацькому рівні, відзначившись 11 забитими голами.
Протягом 2014—2016 років залучався до складу молодіжної збірної Австрії. На молодіжному рівні зіграв у 5 офіційних матчах, забив 1 гол.
2016 року, після визнання УЄФА і ФІФА національної збірної Косова, Бютюкі став викликатись до збірної своєї рідної країни, проте довгий час так і не міг дебютувати.

## Статистика виступів

### Статистика клубних виступів
| Сезон             | Команда           | Чемпіонат         | Чемпіонат | Чемпіонат | Національний кубок | Національний кубок | Національний кубок | Континентальні кубки | Континентальні кубки | Континентальні кубки | Інші змагання | Інші змагання | Інші змагання | Усього | Усього |
| Сезон             | Команда           | Ліга              | Ігор      | Голів     | Ліга               | Ігор               | Голів              | Ліга                 | Ігор                 | Голів                | Ліга          | Ігор          | Голів         | Ігор   | Голів  |
| ----------------- | ----------------- | ----------------- | --------- | --------- | ------------------ | ------------------ | ------------------ | -------------------- | -------------------- | -------------------- | ------------- | ------------- | ------------- | ------ | ------ |
| 2014–15           | «Камбюр»          | E                 | 8         | 0         | КН                 | 1                  | 0                  | -                    | -                    | -                    | -             | -             | -             | 9      | 0      |
| 2016–17           | «Гоу Ехед Іглз»   | E                 | 0         | 0         | КН                 | 0                  | 0                  | -                    | -                    | -                    | -             | -             | -             | 0      | 0      |
| Усього за кар'єру | Усього за кар'єру | Усього за кар'єру | 10        | 0         |                    | 1                  | 0                  |                      | -                    | -                    |               | -             | -             | 11     | 0      |